# 동래 정씨 임당공파 묘역
동래 정씨 임당공파 묘역(東萊 鄭氏 林塘公派 墓域)은 서울특별시 동작구 사당동에 있는 조선시대의 무덤이다. 1984년 11월 3일 서울특별시의 유형문화재 제61호로 지정되었다.

## 개요

### 신도비
임당공파 묘역에는 신도비가 있다. 신도비란 임금이나 고관의 평생업적을 기록하여 그의 묘 앞에 세워두는 것으로 이 비는 조선 중기의 문신인 임당 정유길(1515∼1588)의 공적을 기리고 있다.
정유길은 중종 33년(1538) 문과에 장원급제하여 정언에 임명된 후 여러 관직을 두로 거쳐 선조 18년(1585)에는 좌의정에 이르렀다. 충효와 근신을 근본으로 삼고 넓은 도량을 가지고 있어 포섭력이 강하였으며 큰 일에는 대의를 가지고 과감하게 처리하였다. 또한 시와 글짓기에도 뛰어났고 서예에도 능하여 임당체(林塘體)라는 평을 받았다.
비는 네모난 받침돌 위에 비몸을 세우고 머릿돌을 올린 모습으로 받침돌 어깨부분에 새겨진 연꽃모양과 머리돌의 쌍룡무늬 조각이 매우 정교하다. 인조 24년(1646)에 세운 것으로, 비문은 외손자인 김상헌이 짓고, 글씨는 오원이 썼다.

## 같이 보기
- 정유길

## 참고 자료
- 동래 정씨 임당공파 묘역 - 국가유산청 국가유산포털
- 이 문서에는 문화재청에서 공공누리 제1유형으로 배포된 자료를 바탕으로 한 내용이 포함되어 있습니다.